# 金枝玉葉之睡在下流社會的日子
《金枝玉葉之睡在下流社會的日子》（英語：Undercover Girls），1999年上映的香港电影，导演石秉真，主演翁虹、錢小豪、林澤銘、周比利、辛力、嘉玲。

## 剧情
该片讲述一名出獄男子龍浩佐的故事。

## 演出
| 演员   | 角色 | 备注 |
| 翁虹   |      |      |
| 錢小豪 |      |      |
| 林澤銘 |      |      |
| 周比利 |      |      |
| 辛力   |      |      |
| 嘉玲   |      |      |

## 制作
该片因有少量床戲，經分級制度下被列為三級片。
该片雖定為三級片，但女艷星翁虹在该片擔任女主角卻沒有任何一場情慾場面。

## 外部連結
- 香港影庫上《金枝玉葉之睡在下流社會的日子》的資料（繁體中文）
- 豆瓣电影上《金枝玉葉之睡在下流社會的日子》的資料 （简体中文）